# Dean Spielmann

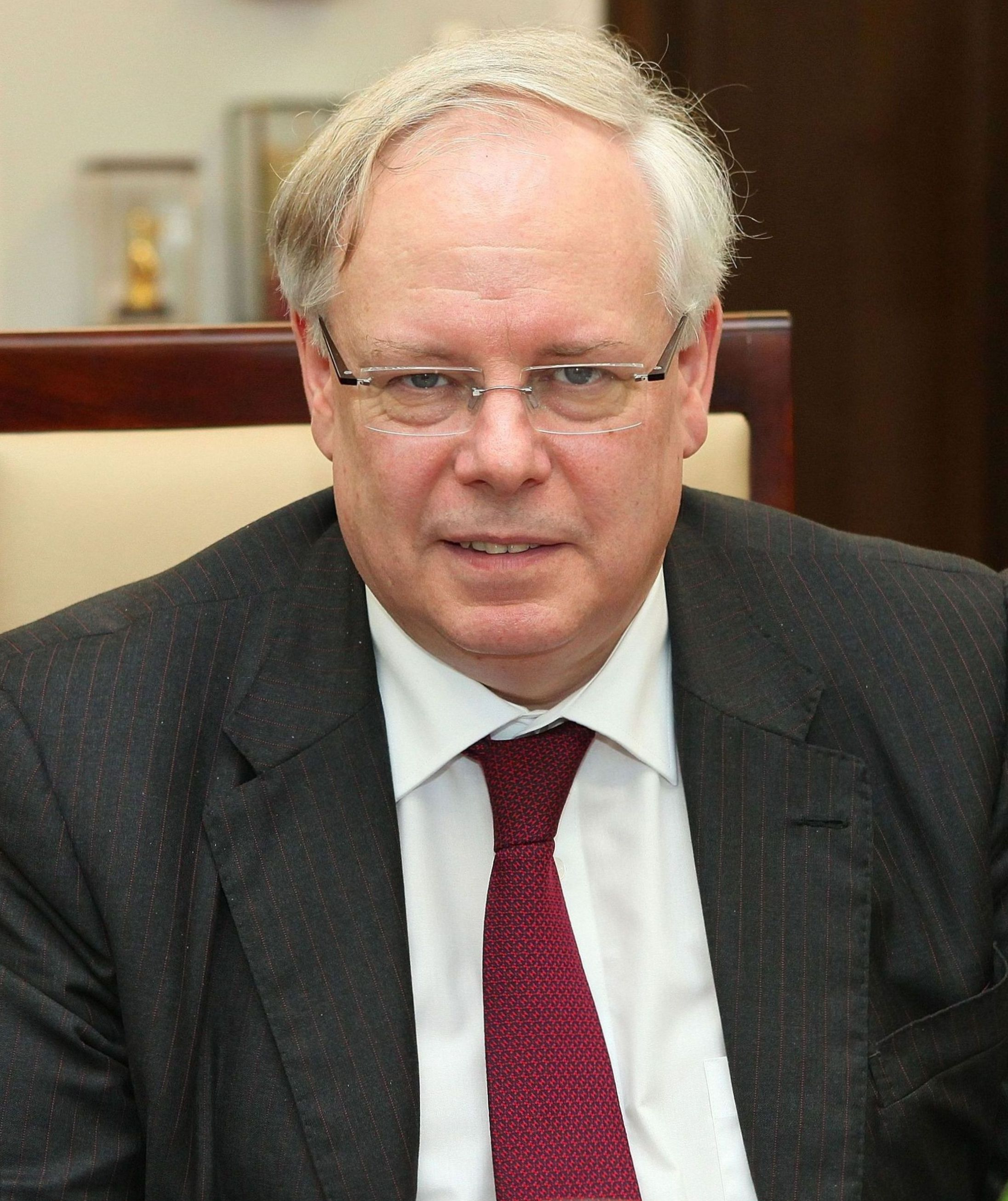
Dean Spielmann (2013)

Dean Spielmann (* 26. Oktober 1962 in Luxemburg) ist ein luxemburgischer Rechtswissenschaftler, ehemaliger Präsident des Europäischen Gerichtshofs für Menschenrechte und Richter, von 2016 bis 2024 Richter am Gericht der Europäischen Union sowie seit 2024 Generalanwalt am Europäischen Gerichtshof.

## Leben
Spielmann wurde 1962 als Sohn des Juristen Alphonse Spielmann in Luxemburg geboren. An der Université catholique de Louvain nahm er ein Jurastudium auf, welches er 1988 erfolgreich abschloss. Im folgenden Jahr trat er in die luxemburgische Anwaltskammer ein. Sein Studium setzte er an der University of Cambridge fort, wo er dem Fitzwilliam College angehörte. Dort erwarb er 1990 den Master of Laws. Seine Abschlussarbeit beschäftigte sich mit der Frage, inwieweit die Bestimmungen der Europäischen Menschenrechtskonvention auf Zivilpersonen Anwendung finden können. 
Von 1992 bis 2004 übte er in Luxemburg den Anwaltsberuf aus, wobei er seit 2001 als Partner in einer Anwaltskanzlei arbeitete. Zwischen 1996 und 1998 war er Mitglied des Vorstands der nationalen Anwaltskammer. Des Weiteren betätigte sich Spielmann in der universitären Lehre: Als Assistenzprofessor unterrichtete er zunächst von 1991 bis 1997 an seiner Alma Mater in Louvain Strafrecht. Weitere Lehraufträge führten ihn später an das Centre Universitaire de Luxembourg (1996–2004) und die Universität Nancy 2 (1997–2008). 
2004 wurde er zum Richter am Europäischen Gerichtshof für Menschenrechte gewählt. Bereits sein Vater gehörte diesem Gerichtshof an. Am 1. Februar 2011 wurde ihm der Vorsitz der fünften Sektion übertragen. Am 13. September 2012 übernahm er zugleich den Posten des Vizepräsidenten. Am 1. November 2012 folgte er Nicolas Bratza als Präsident des Gerichtshofs nach. Sowohl seine Amtszeit als Präsident als auch Richter endete am 31. Oktober 2015. Im April 2016 wurde er zum Richter am Gericht der Europäischen Union ernannt und ist Präsident der 1. Kammer des Gerichts.
Er wurde am 27. März 2024 mit Wirkung zum 7. Oktober 2024 zum Generalanwalt am Europäischen Gerichtshof ernannt.
Von 2000 bis 2004 war Spielmann Mitglied der Beratenden Menschenrechtskommission des Großherzogtums Luxemburg, von 2002 bis 2004 Mitglied des Netzwerks unabhängiger Menschenrechtsexperten der Europäischen Union. Dem Institut Grand-Ducal gehört er seit 2005 als ordentliches Mitglied an, nachdem er bereits seit 2002 außerordentliches Mitglied war.